# Кишинівська духовна семінарія
Кишинівська духо́вна семіна́рія (молд. Seminarul Teologic din Chișinău) — навчальний заклад Молдовської митрополії Відомства православного сповідання Російської імперії для підготовки християнського духовенства у Кишиневі і всій Бессарабії, що працювала у 1813—1940. Була знову відкрита 25 грудня 1991.

## Історія
Кишинівська духовна семінарія була відкрита у 1813 одночасно з утворенням Кишинівської єпархії за ініціативи Святителя Гавриїла Бенулеску-Бодоні, Митрополита Кишинівського і Хотинського.
Розташовувалася на розі сучасних вулиць Бенулеску-Бодоні (тоді Семінарська) і Когелнічану. Кишинівська семінарія зіграла значну роль у розвитку культури і просвіти у Бессарабії. У ній, окрім богословських дисциплін, викладалися граматика, поезія, риторика, логіка, філософія, географія, історія, математика. Окрім того, обов'язковим було вивчення грецької, латини, російської і молдовської мов. Вивчення німецької і французької мов було факультативним.
У 1816 при духовній семінарії був відкритий пансіон для дітей привілейованих класів, що став першою спробою організації світської середньої освіти у Бессарабії. Більшість учнів пансіону відвідували тільки перші класи семінарії, після чого вступали на різноманітні цивільні служби. Багато учнів пансіону при семінарії пізніше стали вчителями. У 1833 у Кишиневі була відкрита обласна гімназія, і духовна семінарія стала поступово втрачати своє значення, перетворюючись у замкнений духовний навчальний заклад.
У 1878 у Кишиневі створений гурток народників (близько 30 людей) під керівництвом Авксентія Фрунзе і Констянтина Урсу, більшість з членів якого були учнями духовної семінарії.
Семінарія була закрита у червні 1940, коли Бессарабія була окупована СРСР.
Знову відкрита 25 грудня 1991.

## Відомі випускники
Серед відомих випускників Кишинівської духовної семінарії були народники П. Брага, Микола Зубку-Кодряну, Філіп Кодряну, композитор Г. Львівський та ін.
У 1880 Кишинівську семінарію закінчив Арсеній Стадницький, майбутній митрополит Ташкентський і Туркестанський.
Випускником семінарії був протоієрей Микола Гепецький, член Державної думи від Бессарабської губернії.

## Ректори
- Іриней Несторович (1820—1824)
- Філадельф Пузіно (25 січня 1831—1847)
- Митрофан Віцинський (31 травня 1851 — ?)
- Варлаам Чернявський (30 липня 1862 — 14 лютого 1875)
- Григорій Галін (1875)
- Афанасій Пархомович (30 грудня 1875—1885)
- Олександр Яновський (15 жовтня 1886 — 26 жовтня 1905)
- Зиновій Дроздов (22 січня 1909—1911)
- Даміан Говоров (29 листопада 1911—1916)
- Філіп Гумілевський (16 травня 1916—1918)
- Вісаріон Пую (1 вересня 1918—1921)
- Вікентій Морарь (1991—1995)
- Володимир Кантарян (з 1995)

## Викладачі
- Ієронім Гепнер
- Сергій Маргаритов (1895)